# Kudhiboli
Kudhiboli est une petite île inhabitée des Maldives. Son nom signifie « petit coquillage ».

## Géographie
Kudhiboli est située dans le centre des Maldives, au Nord de l'atoll Felidhu, dans la subdivision de Vaavu. 